# Turismo in Karnataka

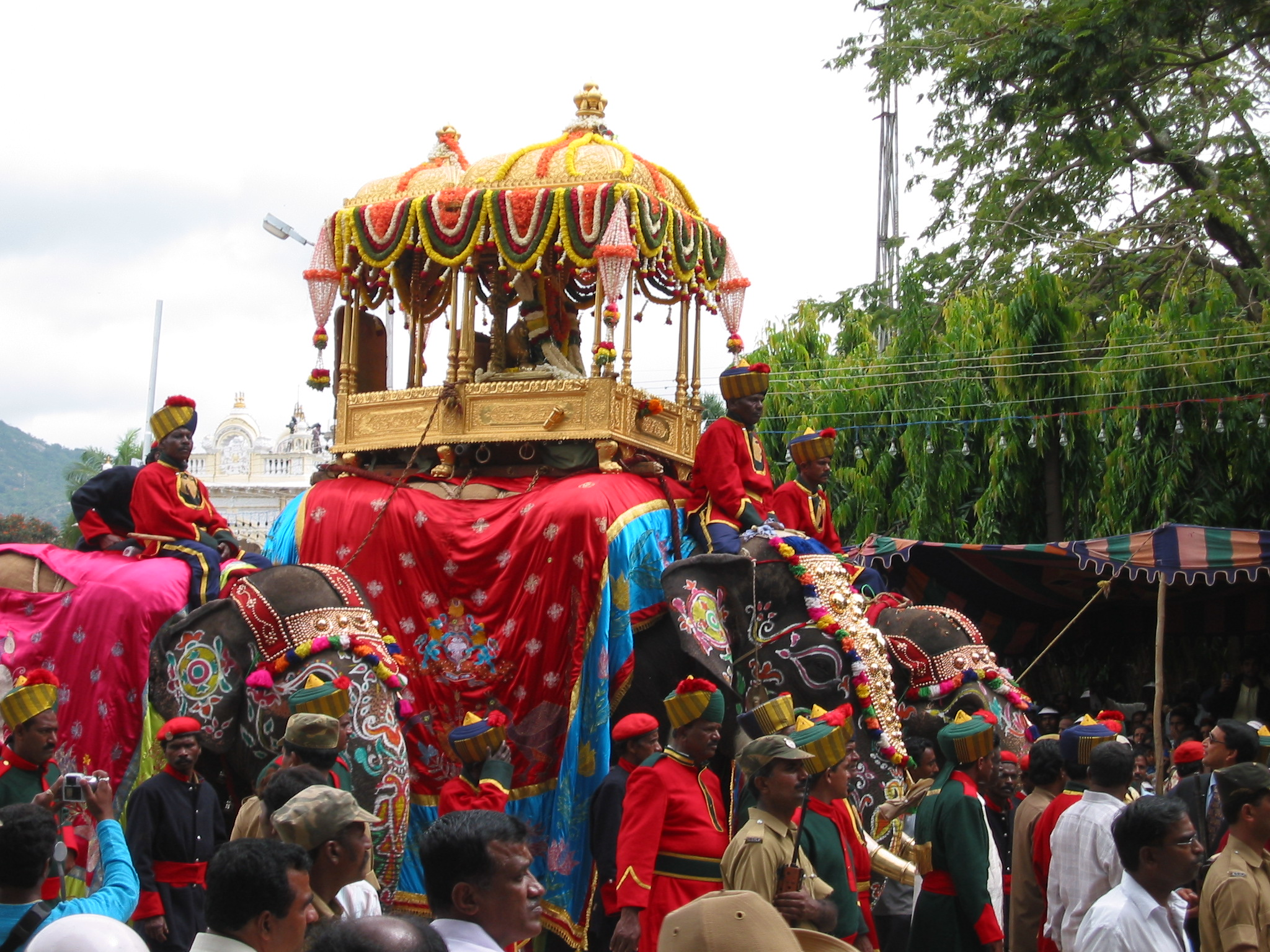
Festa religiosa di Dasara-Vijayadashami o "rimozione della cattiva sorte", celebrata in tutta l'India meridionale nel corso della Navratri dedicata a Durgā.

Il turismo in Karnataka è molto attivo, essendo lo stato l'ottavo più grande dell'India ed il quinto più popolare nella classifica internazionale turistica
. È inoltre la patria di 507 dei 3600 monumenti protetti dal governo del subcontinente indiano, il maggior numero dopo l'Uttar Pradesh.
Lo "State Directorate of Archaeology and Museums" protegge un ulteriore numero di 752 monumenti ed altri 25.000 sono a tutt'oggi ancora in attesa di ricevere un'adeguata cura. Le rotte turistiche centrali si snodano tra gli antichi templi scolpiti, le città moderne, le catene collinari, i boschi e le spiagge.

## Nord
Il Karnataka settentrionale ospita monumenti che risalgono ad almeno il V secolo. L'impero Kannada che ha governato l'altopiano del Deccan ha avuto le proprie capitali proprio in questa zona; i maggiori monumenti della I° dinastia Chalukya si trovano a Pattadakal, Aihole e Badami. Aihole, definita la culla dell'architettura indiana, possiede 125 templi e altri siti monumentali costruiti tra il 450 e il 1100.
Le opere lasciate dalla dinastia Rashtrakuta si trovano a Lokapura, Bilgi e Kuknur, mentre quelle appartenenti all'Impero Chalukya occidentale sono tutte in stile architettonico originalissimo e riconoscibile; alcuni esempi in tal senso sono quelli costituiti dai siti di Lakkundi e Gadag-Betageri, dal "Mahadeva Temple" di Itagi (nel distretto di Koppal), ma anche dai successivi grandi templi di Vijayanagara dell'impero di Vijayanagara.
I monumenti risalenti ai sultanati del Deccan a Bijapur e Gulbarga mostrano influenze indù uniche e rivaleggiano con i massimi monumenti islamici del nord dell'India.
Luoghi archeologicamente assai peculiari come Sannati e Kanaganahalli nel distretto di Gulbarga hanno gettato luce sulla diffusione del buddhismo in quest'area tra il I e il III secolo; qui è stata anche rinvenuta l'unica statua giunta sino a noi raffigurante l'imperatore Ashoka assieme alle sue regine e con un'iscrizione in Pracrito.
Altri luoghi di passaggio turistico di primaria importanza sono Kudalasangama, luogo di pellegrinaggio per i fedeli Liṅgāyat, il gruppo di templi di Mahakuta, il tempio Banashankari, il centro medioevale buddhista di Dambal, Haveri, Kaginele e Bankapura.

### Centri di patrimonio mondiale
- Hampi[9], situata nel distretto di Bellary, contiene rovine archeologiche che si sviluppano su una superficie di 125 km²; il complesso rappresenta il centro dell'antico capoluogo Vijayanagara e sede principale per i sovrani dell'impero di Vijayanagara. La città, che si trova a sud delle rive del sacro fiume Tungabhadra, venne interamente distrutta e abbandonata nel 1565 dai predoni invasori Moghul provenienti da nord.

La zona rocciosa nei pressi di Anegundi poco a nord del fiume è stata identificata come esser la sede del regno governato da Kishkindha, il re-scimmia descritto nel Rāmāyaṇa. Ad Hampi si trova infine anche un monolito raffigurante Narasiṃha fatto installare da Krishna Deva Raya
- Pattadakal[10], situata sulle rive del fiume Malaprabha, fu la seconda capitale in ordine di tempo dei Chalukya e contiene esempi di architettura templare risalenti al VII e VIII secolo: quattro di questi templi sono in stile indiano meridionale di architettura dravidica, altri quattro in stile Nagara del nord e l'ultimo, il tempio Papanatha, rappresenta un ibrido dei due stili. I templi più antichi sono il Sangameshwara, il Mallikarjuna e il Virupaksha.

### Luoghi storici
- Ad Aihole[11], ex città commerciale medioevale, si trovano all'incirca 140 templi, tra cui i primi esempi di arte monumentale della dinastia Chalukya e Rashtrakuta databili tra il VI e il XII secolo; qui si trova anche un santuario rupestre del giainismo, con immagini di Tirthankara a fianco di un tempio dedicato a Durgā, mentre sulle colline circostanti si possono intravedere resti buddhisti. Sia i templi Jain che quelli buddhisti sono costruiti in pietra ed assomigliano apertamente a quelli indù.
- Badami[12][13] fu la capitale dei primi Chalukya nel corso del VI secolo e si trova alla bocca di un dirupo posta su due colline rocciose; essa è nota soprattutto per i suoi templi rupestri costruiti tutte sull'arenaria, ma ha inoltre quattro vaste grotte di cui quella dedicata a Visnù è la più ampia. Le sculture presenti nei templi rupestri visualizzano le divinità indù, Narasiṃha (l'uomo-leone) e Harihara.
- Basavana Bagevadi: il filosofo, poeta e riformatore sociale del XII secolo Basava della casta dei bramini nacque qui, ma anche i Samādhi di Siddharameshwara e Gurupadeshwara della scuola Inchageri di ricerca spirituale si sono verificati in questo luogo.
- Basavakalyan[14], nel distretto di Bidar, fu capitale delle successive dinastie Chalukya. Oltre all'antica fortezza fatta ristrutturare durante il sultanato di Bahmani esistono pochi altri resti, tranne il tempio Chalukya Narayanapur situato nella periferia urbana.
- Annigeri, a 30 km da Hubli, ha templi risalenti ai Chalukya, di cui è stata temporanea capitale; è stata inoltre la culla del poeta di lingua kannada Abhinava Pampa.
- A Bankapura, a 80 km da Dharwad, vi sono grandi templi, un forte medioevale ed una moschea.
- Dambal, a 21 km da Gadag-Betageri è stato un centro del buddhismo; vi sono immagini di Ganesha sia nel forte sia all'interno dei numerosi santuari. La struttura più imponente è il tempio Doddabasappa.
- Ad Haveri si trova l'imponente tempio Siddheshvara costruito nel XII secolo, situato nel cuore del centro urbano attorno ad un vasto giardino.
- Gadag-Betageri, si tratta di un vasto centro artistico dell'Impero Chalukya occidentale e con il grande tempio Trikuteshwara dedicato a Shiva ampliato successivamente in un complesso più ampio[15]; esso dispone di pilastri decorativi lucenti e delle immagini (oltre a Shva) di Saraswathi, Brahmā e Sūrya.
- Lakkundi, a 10 km da Gadag (distretto di Gadag) conserva un centinaio di templi con relativi pozzi, di cui solo alcuni aperti al pubblico e visitabili. Questi includono il Bhramhajeenalaya, il tempio Kasivisvesvara e il Kalyani.
- A Lakshmeshwar si trova il complesso templare Someshwara dedicato a Shiva con, vicino, la fortezza.
- Nel piccolo villaggio di Galaganath nei pressi di Haveri è situato il tempio Galageshwara; esso ha una grande sala centrale e monumenti interni a forma piramidale. Il tempio è situato lungo il fiume Tungabhadra.
- Nelle vicinanze di Ranibennur nel distretto di Haveri si trova il villaggio di Chaudayyadanapur col suo tempio Mukteshwara.
- Il tempio Mahadeva di Itagi nel distretto di Koppal è stato costruito nel 1112; è un esempio di architettura Dravida con sovrastruttura Nagara ed è anche chiamato "Devalayagala Chakravarti" in lingua Kannada (imperatore tra i Templi).
- A Kundgol è situato il tempio Shambulinga. Il luogo è famoso anche per la musica hindustani[16].
- Il villaggio di Hooli a 9 km da Saundatti-Yellamma nel distretto di Belgaum ospita il tempio Panchalingeshwara.
- Il luogo di pellegrinaggio Kudalasangama e la sua diga Almatti posizionata a 12 km lungo il corso del fiume Krishna (fiume) sono altre mete del turismo internazionale.
- Siti di notevole importanza della dinastia Rashtrakuta sono Malkhed nel distretto di Gulbarga, ospitante l'antica capitale "Mānyakheṭa" e Naregal.
- Alla dinastia Kadamba (famiglia) risale invece Halasi (loro II° capitale), immersa nel verde lussureggiante dei ghati occidentali, L'enorme tempio "Bhuvaraha Narasimha" ha grandi immagini di Varāha, Narasiṃha, Nārāyaṇa e Sūrya; la cittadina ha inoltre un forte e i templi di Gokarneshswara, Kapileshwara, Swarneshwara e Hatakeshwara.
  - Hangal è stata un'altra capitale Kadamba, nel periodo in ci erano feudatari dei Chalukya. Nei documenti storici viene menzionata come Panungal ed identificata dalla tradizione con la Viratanagara descritta nel Mahābhārata. Si trova sulla riva sinistra del fiume Dharma; il tempio Tarakeshwara qui situato è una struttura enorme con una serie di immagini e lucidi pilastri, mentre tra gli altri innumerevoli templi vi sono quelli di Virabhadra, Billeshwara e Ramalinga ecc.
  - Banavasi. Il luogo si trova sulla riva del fiume Varada e il forte in laterizio ii ubicato è interamente circondato dalle acque per tre dei suoi lati. L'imperatore Ashoka si dice abbia inviato fin qui i suoi missionari, chiamando il luogo 'Vanavasa'. Banavasi contiene anche monumenti risalenti al buddismo in mattoni. Un principe vi costruì un Vihara, un carro ed installando un'immagine Nāga; tutto ciò secondo la testimonianza rinvenuta in Pracrito sul posto. Le strutture ed opere monumentali ed architettoniche indicano che il buddismo e il giainismo erano popolari in questa regione ne primi secoli d.C.
- Ai sultanati del Deccan appartiene invece Bijapur[17], ex capitale del sultano Mohammed Adil Shah (XVII secolo) il quale vi fece erigere il mausoleo chiamato Gol Gumbaz[18] o Gol Gumbath-cupola rotonda; esso ospita la seconda cupola più grande del mondo, non supportata da pilastri. "Malik-e-Maidan" è invece un cannone di 55 tonnellate arroccato su una piattaforma; la sua testa del è modellata nella forma di un leone le cui fauci stanno cercando di divorare un elefante.
  - Bidar[19] è un centro di artigianato in metallo chiamato Bidriware, Qui sono situati i sepolcri di almeno una trentina di sovrani del sultanato di Bahmani.
  - Gulbarga, Raichur e la moschea di Lakshmeshwar con una grande cupola a cipolla coronata da versetti del Corano scritti in oro sono altre località e siti visitabili.
- All'epoca della dinastia Ratta risale invece Saundatti-Yellamma. La città ospita un forte innalzato sulla collina durante il XVII secolo, per Sirasangi Desai, con otto bastioni. È stata la capitale dei Ratta prima che spostassero la loro sede a Belgaum. Ci sono due templi di Ankeshwara, Puradeshwara, Mallikarjuna, Venkateshwara e Veerabhadra. Le acque del fiume Renukasagar toccano la periferia urbana di Saundatti. Punti di interesse turistico di questa regione sono il già citato tempio Panchalingeshwara a Hooli, il tempio dedicato alla Dea Renuka (a Yellamma), il forte di Saundatti, le rovine della fortezza Parasgad, infine l'isola di Navilatirtha.

### Palazzi
Siti d'interesse storico-architettonico sono il palazzo di Bangalore, il palazzo di Mysore, poi il "Nalknad Palace" situato nel distretto di Kodagu, il palazzo-albergo "Villa Rajendra" posto sulla cime delle Chamundi Hills a Mysore e il palazzo Jaganmohan, la villa Jayalakshmi, il Lalitha Mahal, la Cheluvamba Mansion fatta costruire agli inizi del XX secolo da Krishna Raja Wadiyar IV e il Daria Daulat Bagh (letteralmente "Giardino della ricchezza", un palazzo situato nella città di Shrirangapattana). 

### Fortezze
Nello stato del Karnataka si trovano migliaia di forti, denominati in lingua kannada "Kote", "Gad" o "Durga". Appartenenti a varie dinastie, alcuni di essi hanno più di mille anni. Tra i più famosi ci sono quelli di Aihole, Anegundi, Badami, Bail Hongal, Bangalore, Bankapura, Basavakalyan, Bidar, Bhalki, Bijapur, Belgaum, Bellary, Channagiri, Chitradurga, Devanahalli, Gudibanda, Gulbarga, Hooli, Gokak, Gajendragarh, Madikeri, Mundargi, Nargund, Magadi, Barkur, Koppal, Kampli, Ramdurg, Sandur, Savanur, Saundatti-Yellamma, Sedam, Shahpur (Karnataka), ed infine quello situato nell'"isola Anjadip".

### Luoghi di culto
- A Ganagapura, 25 km da Afzalpur nel distretto di Gulbarga, si dice si sia verificata la seconda incarnazione del Signore Dattatreya che qui risiede, l'avatar Narasimha Saraswati (1378-1459). Il santo soggiornò qui per un lungo periodo di tempo ospitato dal sultano locale, dopo esser stato da lui curato e guarito da una malattia; il sito è un luogo sacro per molti suoi devoti.
- Anche il Giainismo, come già detto, ha una lunga storia in Karnataka. Il distretto di Belgaum ospita difatti il tempio giainista "Kamal Basadi", che si trova all'interno del forte di Belgaum ed è in stile Chalukya. Altri siti Jain sono l'antico centro Tavanidi nei pressi di Nipani e il nuovo ashram nel villaggio di Shedbal, ove sono state installate 24 statue dei Tirthamkara in marmo bianco. Infine a Lakkundi nel distretto di Gadag si trova il grande "Brahma Jinalaya".
- Tra i templi buddhisti vi sono quelli di Balligavi ("Tara Bhagavati") nella zona di Siralkoppa e quelli posizionati nei villaggi di Kolidawa e Dambal nel distretto di Gadag; a Sannati e Kanaganahalli nel distretto di Gulbarga si trovano invece resti di stupa e sono state rinvenute placche buddhiste risalenti all'epoca dell'Impero shatavahana.

Vi sono poi i vihara (monasteri buddhisti) di Ahiole e Gulbarga ed altre rovine all'interno delle grotte a Badami. A Mundgod nel distretto del Kannada Settentrionale si trovano insediamenti tibetani con stupa multicolori e sale di preghiera dipinte.
- Per quanto riguarda lo shivaismo uno dei maggiori centri dell'intera India è Gokarna: qui, nel Tempio Mahabaleshwar è installato un grande lingam che la mitologia induista vuole sia stato portato fin qui da Rāvaṇa. Nelle vicinanze c'è Murudeshwar ove si staglia un enorme tempio moderno dedicato a Shiva nello stile dell'architettura dravidica, a seguito della ristrutturazione dell'antico santuario. Entrambi i luoghi sono i riva al mare nel distretto del Kannada Settentrionale.

Ad Hampi c'è il "tempio Virupaksha" venerato da generazioni di poeti, studiosi e re. Il tempio shivaita a Kudalasangama nel distretto di Bagalkot è associato col filosofo e statista Basava (1134-1196), mentre Basavakalyan (antica capitale Chalukya) era il luogo da dove ha diretto il suo movimento socio-religioso. Altrettanto notevoli opere d'arte sono il Virupaksha e la Mallikarjuna a Pattadakal nel distretto di Bagalkot.
Ulavi, sempre nel distretto del Kannada Settentrionale, un posto tranquillo in mezzo a boschi, ha avuto il samādhi di Chenna Basavanna, nipote di Basava. Balligavi nel distretto di Shimoga nonché centro dell'arte Chalukya, è identificato come il luogo di nascita del santo del XII secolo Allama Prabhu, mentre la vicina Uduthadi (a 7 km da Shikaripur) è il luogo natale di Akka Mahadevi (1130-1160 circa), uno dei primi poeti femminili in lingua kannada. Altri luoghi di culto si trovano a Kodekal, Kadakola e Gulbarga.
- I devoti della Shakti hanno come meta delle loro visite Kollur, il "Durga Parameshwari" a Kateel, il Tempio Marikamba a Sirsi, il santuario di Varadapura/Varadahalli vicino a Sagar (Karnataka), il villaggio di Sigandur circondato dal fiume Sharavati, il tempio dedicato a Bhuvaneshwari ad Hampi, il tempio Banashankari a Badami, Saundatti-Yellamma ed infine Sannati nei pressi di Gulbarga.

## Zona costiera
La costa del Karnataka è tradizionalmente una roccaforte dell'Induismo, ma vi si trovano anche molti luoghi di pellegrinaggio del Giainismo, soprattutto con Udupi e i suoi numerosi templi sedi di studio della scuola filosofica Vedānta Dvaita. Gokarna è nota peri suoi centri di ricerca della civiltà vedica, mentre Sringeri ha il primo dei Shankaracharya Matha (religione) ed è uno dei più importanti centri di filosofia Advaita Vedānta; Karkal e Mudbidri sono infine luoghi ben noti di culto Jain nonché dei rituali riconducenti al Vaishnavismo. Templi risalenti all'impero di Vijayanagara e costruiti in stili combinati e raffinata fattura possono essere ammirati a Bhatkal, Kumta, Shirali etc.
Le spiagge, lungo i quasi 300 km di tratto costiero, sono per lo più incontaminate; l'isola di Netrani nel distretto del Kannada Settentrionale è nota per la sua barriera corallina, mentre 'Isola di Santa Maria (Karnataka), a pochi chilometri da Udupi ha formazioni rocciose di basalto. Le spiagge assolate in luoghi come Malpe, Murdeshwara, Maravanthe, Gokarna e Kumta hanno alte catene montuose che guardano verso est. Agumbe, la bassa montagna del Kodachadri e Kemmangundi sono solo alcune delle molte stazioni collinare che si situano lungo la costa fornendo servizio turistico.
Jamboti, 20 km a sud-ovest di Belgaum, ha popolari foreste collinari sempreverdi.
- Gokarna[20] - La cittadina costiera a 55 km da Karwar è sede di pellegrinaggio nonché centro di formazione per lo studio dell'antico Sanscrito. Ospita il tempio Mahabaleswar con l'"Atmalinga" dedicato a Shiva e contenente un enorme carro enorme, che viene portato fuori in processione il giorno del compleanno divino che cade nel mese di febbraio. Il fiume Tambraparni Teertha qui è considerato sacro e favorevole per eseguire le esequie per i defunti. Ci sono varie spiagge, da decenni frequentate prima dal movimento hippie e poi anche dai giovani indiani, tra cui la più conosciuta ed iconica è "Om Beach" per la sua caratteristica forma ad "OM".
- Udupi - A 58 km da Mangalore; nel corso del XIV secolo venne fondato il tempio in onore di Krishna da parte di Madhvacharya (1238-1317), attorniato sa ben otto sedi monastiche. Il "Paryaya festival" si svolge una volta ogni due anni nel mese di gennaio. Il luogo ha molti templi e dispone di una spiaggia, affiancata a quella di Malpe.
- Il villaggio di Thantrady si trova a 22 km da Udupi. Il tempio brammasthana, le cui arcate mostrano le divinità Nagaraja, è stato qui fondato da sri Ramanna bairy.
- Karkal - Un importante centro del Giainismo, qui si trova una statua alta 17 metri di Gomateshwara situata sulla cima di una piccola collina; la figura, completamente nuda, è raggiungibile tramite una scalinata scavata nella roccia. Altri templi comprendono quelli dedicati a Visnù risalenti al XVI secolo, il più conosciuto de quali è il Padutirupathi[21].
- Venur - Ha rovine templari dedicate a Mahadeva e al XVI° Tirthamkara del Giainismo chiamato Shantinath[22], oltre ad un monolite alto 11 metri raffigurante Gomateshwara eretto nel 1604.
- Malpe Beach - Nei pressi della città universitaria di Manipal[23], ha una spiaggia turistica e l'isola di Santa Maria (Karnataka) è raggiungibile in barca; è inoltre sede di un imponente formazione geologica composta da colonne di basalto di roccia in mare.
- La città templare di Dharmasthala si trova a 75 km da Mangalore. Circondata da colline boscose, campi di riso e dal fiume Netravati su tutti i lati. Il tempio Manjunatha è un affollato centro di pellegrinaggio. Una statua monolitica di Bahubali-Gomateshwara alta 14 metri è stata eretta qui nel 1973. I visitatori sono dotati di imbarco e alloggio gratuiti direttamente da parte delle autorità del tempio. C'è anche un piccolo museo situato di fronte al tempio. Si trovano infine due carri templari ricoperti di figure in legno ed arricchiti tutti i tipi di oggetti religiosi, tra cui pannelli intagliati e dipinti, sculture in bronzo e campane.
- Kollur. Il tempio dedicato alla Dea Mookambika si trova qui in cima al monte Kodachadri, ai piedi dei Ghati occidentali; la dea prende la forma di uno 'Jyotirlinga', un aspetto che incorpora Shiva e la sua Shakti: si tratta di un centro di pellegrinaggio che attira molti devoti.
- Mudbidri ospita templi Jain conosciuti come "Basti"; ve ne sono 18, il più grande dei quali risalente al 1429 contiene una sala dai mille pilastri, mentre il monastero al'ingresso ha un'ampia collezione di manoscritti.
- Bhatkal era il porto principale dell'impero di Vijayanagara nel corso del XVI secolo. L'antica città ha templi dello stesso stile presente a Vijayanagar e molti monumenti Jain interessanti. Il tempio indù del XVII secolo qui presente è anch'esso in stile Vijayanagar ed ha sculture di animali. A 16 km si trova il tempio shivaita in riva al mare di Shri Murdeshwar.
- Honavar a fianco del fiume Sharavathi ha un forte di epoca portoghese; un altro lo si trova sull'isola Basavaraja Durga, in mezzo al mare e raggiungibile in barca a vela, innalzato dai Nayak di Keladi tra il XVI e il XVII secolo.
- Ankola è una piccola città del XV secolo con mura diroccate appartenenti alla fortezza del re Sarpamalika e l'antico Tempio di Shri Venketaraman; vicino ad esso vi sono due carri di legno giganti intagliati con scene tratte dal Rāmāyaṇa.
- Murudeshwar. Il complesso del tempio Murudeswar è rinomato per l'idolo raffigurante il dio Shiva più alto del mondo, giungendo ad un'altezza di 123 metri. L'ultima aggiunta al tempio è stato il "Rajagopuram"inaugurata nel 2008; si tratta della più alta Gopura mai esistita, disponendo di 21 piani compreso il pianterreno. Un piccolo promontorio divide la spiaggia in nord e sud e su una piccola collina prospiciente un'altra statua di Shiva siede in trono, circondata da altre statue minori che illustrano momenti della mitologia induista.

### Spiagge
- Karwar possiede un certo numero di spiagge rinomate, alcune delle quali descritte nella poesia di Rabindranath Tagore. Oltre a Nethrani, altre due isole visitabili della regione sono Devagad e Kurmagad nei pressi di Karwar. La spiaggia di Kumta è lunga almeno 5 km con l'intera linea di costa ricoperta di palma da cocco

## Sud
- Bangalore
- Belur
- Halebidu
- Arsikere
- Il tempio Chennakeshava e il tempio Kalleshvara ad Aralaguppe, nel tehsil di Tiptur
- Madhugiri
- Sira
- Ramanathapur
- Yedeyur
- Madikeri
- Shrirangapattana
- Melukote
- Maddur
- Male Mahadeshwara Hills o "Mahadeshwara Betta"
- Talakad
- Bhadravati
- Ikkeri
- Shravanabelagola
- Somanathapura o "Somnatphur"
- Jog Falls
- Mekedatu
- Lago Hesaraghatta
- Il monte Shivagange
- Le Cascate Sivasamudram
- Le cascate Hogenakkal
- Devarayanadurga